# American Society for Information Science and Technology
Die American Society for Information Science and Technology (abgekürzt ASIS&T, bis 2000 American Society for Information Science (ASIS)) ist eine Organisation von Information Professionals. Zu ihren selbstgestellten Aufgaben gehören unter anderem die Veranstaltung einer jährlichen Konferenz und die Publikation der Konferenzergebnisse wie auch die Herausgabe weiterer Zeitschriften und Hefte.
Die ASIS&T verwaltet diverse Untergruppen, deren Mitglieder mit besonderen Aufgaben betraut sind oder sich in bestimmten Gebieten aufhalten. Sie gewährleistet auch Unterstützung für Fort- und Weiterbildungen im Bereich der Information und Dokumentation.
Zusammenfassend kann man sagen, dass sich die ASIS&T seit 1937 zu einer der wichtigsten Verbände in der Information und Dokumentation in den USA und weltweit entwickelt hat. Besonders hervorzuheben ist der Versuch der ASIS&T, Aktivitäten nicht allein auf Informationswissenschaftler zu beschränken, sondern auch Vertreter ähnlicher Berufsgruppen miteinzubeziehen.

## Geschichte
Am 13. März 1937 wurde das American Documentation Institute (ADI) gegründet, der Vorläufer des ASIS&T. 1947 wurde eine Verbindung zu der International Federation for Documentation eingegangen und drei Jahre später die erste Zeitschrift „American Documentation“ publiziert. Am 1. Januar 1968 wurde ADI in „American Society for Information Science“ umbenannt „and emphasized the fact that the membership of ASIS is uniquely concerned with all aspects of the information transfer process“. Eine Namensänderung erfuhr die Organisation im Mai 2000, weil an die bestehende Abkürzung ASIS, die Worte „and Technology (&T)“ angehängt wurden und so „the increased focus on technology“ betont wurde. 
2013 erfolgte eine weitere Namensänderung in "Association for Information Science and Technology".

## Organisation
Mitgliedschaft
Die Mitglieder der ASIS&T kommen aus allen Bereichen, in denen Information Professionals arbeiten, wie zum Beispiel aus dem Bibliothekswesen und den Kommunikationswissenschaften und der Informatik. ASIS&T ist die einzige professionelle Organisation in den USA, die so eine Brücke zwischen den verschiedenen Berufen wie auch zwischen Informationsanbietern und Endnutzern schlägt. Es gibt vier verschiedene Typen von Mitgliedschaften: normale, Studenten-, pensionierte und Institutionsmitgliedschaften, für die jeweils unterschiedliche Mitgliedsbeiträge erhoben werden.
Vorstand und Repräsentanten
Alle Mitglieder können folgende Repräsentanten wählen: den Präsidenten (president), den designierten Präsidenten (elected-president), den Altpräsidenten (past president) und den Schatzmeister (treasurer). Zusätzlich sechs allgemeine Direktoren (directors-atlarge), den Direktoren der Ortsverbandsversammlung (Chapter Assembly Director) und dessen Stellvertreter, sowie den Direktor des Besonderen-Interessengruppen-Kabinetts
(Special Interest Group Cabinet Director) und seinen Stellvertreter. Diese stellen zusammen das „Board of Directors“, den Aufsichtsrat, dar, der die
politikmachende Einheit der ASIS&T ist. Als solcher managt er die Organisation, richtet Komitees ein, schließt Verträge ab und übernimmt alle anderen typischen Aufgaben von Aufsichtsräten. Die meisten Aktivitäten werden jedoch von verschiedenen Gruppen, die im Folgenden vorgestellt werden, geplant und durchgeführt.
Gruppen
Special Interest Groups (SIGs)
Die Special Interest Groups (abgekürzt SIGs) wurden vom Aufsichtsrat eingerichtet, um Mitgliedern mit den gleichen beruflichen Spezialisierungen die Möglichkeit zu geben, Ideen auszutauschen und sich selbst über aktuelle und besondere Entwicklungen in ihren Feldern auf dem Laufenden zu halten.
Die Aktivitäten der SIGs, die von ihren Mitgliedern und gewählten Vertretern geplant werden, weisen auf die unterschiedlichen Bedürfnisse und Interessen der ASIS&TMitglieder hin. Durch die Teilnahme an SIGs können die Mitglieder selbst eine eigene berufliche Organisation mitentwickeln, die im Kontext einer größeren nationalen Gesellschaft steht. Heute gibt es 21 verschiedene solcher SIGs, die auch die gegenwärtigen Belange der Informationswissenschaft widerspiegeln. Dazu gehören heutzutage natürlich besonders solche Gruppen, die sich mit dem Thema Internet oder Digitalisierung und Virtualisierung beschäftigen, wie zum Beispiel die Gruppen „Blogs, Wikis, Podcasts“ und „Digital Libraries“.
Chapters
Die Chapters (Verbände) sind kleine Verbände, die regional ausgerichtet sind. Sie wurden ebenfalls vom Aufsichtsrat der ASIS&T eingesetzt, um die Kommunikation zwischen Mitgliedern in bestimmten Gebieten zu pflegen. Jedes Chapter wählt eigene Verantwortliche und plant ein Programm, das die besonderen Bedürfnisse der örtlichen Mitglieder berücksichtigt. Zu den typischen Aktivitäten gehören zum Beispiel regionale Treffen, Newsletter, Workshops und Kurse.
Regional Chapters
Ortsverbände gibt es fast nur in den Staaten oder besonders großen Städten der USA, einzige Ausnahme ist der Ortsverband „Europa“.
Student Chapters
Studentenverbände existieren an größeren Universitäten in den USA und kooperieren häufig mit den normalen lokalen Verbänden.
Ihr Ziel ist es, einerseits auf besondere Belange und Interessen von studentischen Mitgliedern hinzuweisen und andererseits den Informationswissenschaftsstudenten einen Einblick in die Mitarbeit in der ASIS&T zu geben und nützliche Kontakte zu knüpfen.

## Publikationen
Annual Review of Information Science & Technology (ARIST)
Seit 1966 wird die Zeitschrift ARIST mit einer Ausgabe pro Jahr von der ASIS&T herausgegeben. Die Zeitschrift beobachtet die Fachcommunity der Informationswissenschaft- und Technologie und bietet dem Leser damit einen Überblick von aktuellen Trends und Entwicklungen. ARIST deckt jedoch auch die wichtigsten Themen der klassischen Informationswissenschaft ab (z. B. Informationsretrieval), die durch Anmerkungen bereichert werden, um die Informationswissenschaft mit anderen professionellen Gesellschaften zu verbinden.
Bulletin of the American Society for Information Science & Technology (Bulletin)
Der Bulletin der American Society for Information Science & Technology erscheint alle zwei Monate und enthält vor allem Texte über Entwicklungen und Fragestellungen, die das Fach beschäftigen, Berichte aus der Praxis und Neuigkeiten über Personen und Veranstaltungen aus dem Bereich der Informationswissenschaften.
Journal of the American Society for Information Science & Technology (JASIST)
Unter wechselnden Namen wird JASIST seit 1950 herausgegeben. Heute ist es ein Forum für Forschungen im Informationswissenschaftssektor und betont besonders neue, computergestützte Informationstechnologien und experimentelle Arbeiten. Auch Abstracts werden in JASIST publiziert. Die wichtigsten Themen sind: Theorie der Informationswissenschaften, Kommunikation, Management, Wirtschaft und Marketing sowie Angewandte Informationswissenschaften.

## Veranstaltungen/Tagungen
Es gibt zwei wichtige Konferenzen der ASIS&T, das „ASIS&T Annual Meeting“ und das „Information Architecture Summit“, die beide jährlich stattfinden. Sie ziehen nicht nur Informationswissenschaftler an, sondern auch Menschen aus vielen anderen Berufen, die mit den Informationswissenschaften verbunden sind. Während der Tagungen werden Ergebnisse aus der Forschung präsentiert und auch Preise für exzellente Arbeiten vergeben. Durch die Konferenzen will die ASIS&T alle Berufsgruppen, die mit den Informationswissenschaften in Berührung kommen, mit dieser verknüpfen, um sie besser in der allgemeinen Wahrnehmung zu verankern.